# Ґодзімір Малаховський
Ґодзімір Малаховський (пол. Godzimir Małachowski; 31 жовтня 1852 — 23 червня 1908) — галицький юрист, політик, посол до Галицького сейму (1896—1908) та австрійського парламенту (1904—1908), президент Львова (1896—1905).

## Життєпис
Народився у Львові в родині Петра Малаховського (пол. Piotr Małachowski), збіднілого шляхтича, який працював архівістом Галицького кредитного земельного товариства. Рано втратив батьків і виховувався в сім'ї чиновника Львівського апеляційного суду Людвіка Александра Малуї. Навчився на юридичному факультеті Львівського університету, де в 1873 р. здобув ступінь доктора права. Мав у Львові власну адвокатську контору, входив до правління Товариства правників у Львові.
В 1880 одружився з Марцеліною Тарнавєцькою (пол. Piotr Marcelina Tarnawiecka), донькою Марцелія Тарнавєцького, львівського адвоката, доктора права та директора Галицької ощадної каси. Подружжя мало доньок Ґодзіміру і Луцію та сина Романа (джерела згадують про ще одного сина).
Похований на Личаківському цвинтарі у Львові.

## Політична діяльність
В 1892 обраний до міської ради, в 1896 обраний президентом Львова. Керував успішною реалізацією проектів, що мали на меті модернізувати міську господарку — спорудженням водопроводів і каналізаційних систем, відкриттям газового підприємства, міської електростанції на Персенківці, та розширенням мережі електричного трамвая. За президентства Малаховського у Львові постали пам'ятники королю Яну Собеському та Адамові Міцкевичу. В 1897—1900 збудовано Оперний театр, в 1898—1904 — Промисловий музей.
Ґодзімір Малаховський виступав за розширення автономії Галичини. Був послом до Галицького сейму (1896—1908) та до австрійського парламенту (1904—1908, у 1904 р. був обраний від Львівської торгово-промислової палати, у 1907 р. — від першого округу Львова).

## Політичні погляди
За поглядами належав до правого крила польської демократії. В умовах загострення українсько-польських відносин внаслідок розвитку націоналістичних рухів серед галицьких поляків та русинів-українців в другій половині ХІХст., Малаховський підтримував право поляків захищати національні інтереси та поділяв думку про те, що національний рух українців складав загрозу польським інтересам в Галичині, однак наголошував на братерстві між польським та українським народами. Закликав поляків та українців рухатися «до того ідеалу, щоб над краєм могло розвіватися єдине спільне знамено згоди обох народів» (Sprawozdanie poselskie Dr. Godzimira Małachowskiego…, 1901).
12 квітня 1908 у Львові український націоналіст Мирослав Січинський застрелив галицького намісника Анджея Потоцького. Цей терористичний акт, засуджений УНДП головною партією галицьких українців та греко-католицькою церквою, викликав шок в Галичині та в усій імперії Габсбурґів.
25 травня 1908 Малаховський виступив в австрійському парламенті з промовою у справі стосунків між поляками та українцями в Галичині в контексті убивства Анджея Потоцького та протестів українських послів проти зловживань на виборах до сейму 1908. Задля цього виступу Малаховський відклав операцію на жовчному міхурі, однак відразу після виступу його самопочуття різко погіршилося, і він був госпіталізований. Помер 23 червня 1908 у Відні.